# Liste der kanadischen Senatoren aus British Columbia
Die Liste der Senatoren Kanadas aus British Columbia zeigt alle ehemaligen und aktuellen Mitglieder des kanadischen Senats aus der Provinz British Columbia. Die Provinz wird durch sechs Senatoren vertreten.
Gemäß den Vereinbarungen des Unionsvertrages von 1871 hatte British Columbia zunächst Anrecht auf drei Senatoren. Mit der revidierten Fassung des British North America Act von 1915 wurde die Anzahl auf sechs erhöht. Enthalten war auch ein Zusatz zum Verfassungsgesetz von 1867, um eine vierte senatorische Region zu schaffen, bestehend aus British Columbia, Alberta, Saskatchewan und Manitoba. Dadurch wurde die Möglichkeit geschaffen, zwei zusätzliche Senatoren auf regionaler Basis zu ernennen.

## Amtierende Senatoren
|  | Name         | Partei           | Division         | Ernennung am  | Vorschlag von | Zwingender Rücktritt |
|  | ------------ | ---------------- | ---------------- | ------------- | ------------- | -------------------- |
|  | Bev Busson   | Unabhängig (ISG) | British Columbia | 24. Sep. 2018 | J. Trudeau    | 23. Aug. 2026        |
|  | Yonah Martin | Konservative     | Vancouver        | 2. Jan. 2009  | Harper        | 11. Apr. 2040        |
|  | Yuen Pau Woo | Unabhängig (ISG) | British Columbia | 10. Nov. 2016 | J. Trudeau    | 2. März 2038         |

## Ehemalige Senatoren
|  | Name                         | Partei                  | Division                   | Ernennung am  | Vorschlag von | Mandatsende   |
|  | ---------------------------- | ----------------------- | -------------------------- | ------------- | ------------- | ------------- |
|  | Jack Austin                  | Liberale                | Vancouver South            | 19. Aug. 1975 | P. Trudeau    | 2. März 2007  |
|  | George Henry Barnard         | Progressiv-Konservative | Victoria                   | 23. Okt. 1917 | Borden        | 8. Nov. 1945  |
|  | Nancy Bell                   | Liberale                | Nanaimo-Malaspina          | 7. Okt. 1970  | P. Trudeau    | 29. Nov. 1989 |
|  | Hewitt Bostock               | Liberale                | Kamloops                   | 6. Juni 1904  | Laurier       | 28. Apr. 1930 |
|  | Larry Campbell               | Unabhängig (CSG)        | British Columbia           | 2. Aug. 2005  | Martin        | 28. Feb. 2023 |
|  | Pat Carney                   | Konservative            | British Columbia           | 30. Aug. 1990 | Mulroney      | 31. Jan. 2008 |
|  | Robert Carrall               | Konservative            | British Columbia           | 13. Dez. 1871 | Macdonald     | 19. Sep. 1879 |
|  | Clement Francis Cornwall     | Konservative            | Ashcroft                   | 13. Dez. 1871 | Macdonald     | 1. Juli 1881  |
|  | Sanford Cowe                 | Liberale                | Burrard                    | 1. Dez. 1921  | Meighen       | 23. Aug. 1931 |
|  | John Wallace de Beque Farris | Liberale                | Vancouver South            | 9. Jan. 1937  | King          | 25. Feb. 1970 |
|  | Ross Fitzpatrick             | Liberale                | Okanagan-Similkameen       | 6. März 1998  | Chrétien      | 4. Feb. 2008  |
|  | Nancy Greene                 | Konservative            | Thompson-Okanagan-Kootenay | 2. Jan. 2009  | Harper        | 11. Mai 2018  |
|  | Robert Francis Green         | Progressiv-Konservative | Kootenay                   | 3. Okt. 1921  | Meighen       | 5. Okt. 1946  |
|  | Nancy Hodges                 | Liberale                | Victoria                   | 5. Nov. 1953  | Saint-Laurent | 12. Juni 1965 |
|  | Mobina Jaffer                | Unabhängig (ISG)        | British Columbia           | 13. Juni 2001 | Chrétien      | 19. Aug. 2024 |
|  | James Horace King            | Liberale                | Kootenay East              | 7. Juni 1930  | King          | 14. Juli 1955 |
|  | Arthur Laing                 | Liberale                | Vancouver South            | 1. Sep. 1972  | P. Trudeau    | 12. Feb. 1975 |
|  | Edward M. Lawson             | Unabhängig              | Vancouver                  | 7. Okt. 1970  | P. Trudeau    | 24. Sep. 2004 |
|  | William John Macdonald       | Konservative            | Victoria                   | 13. Dez. 1871 | Macdonald     | 13. Apr. 1915 |
|  | Ian Mackenzie                | Liberale                | Vancouver Centre           | 19. Jan. 1948 | King          | 2. Sep. 1949  |
|  | Norman MacKenzie             | Liberale                | University-Point Grey      | 24. Feb. 1966 | Pearson       | 5. Jan. 1969  |
|  | Leonard Marchand             | Liberale                | Kamloops-Cariboo           | 29. Juni 1984 | P. Trudeau    | 1. März 1998  |
|  | Charles McDonald             | Liberale                | British Columbia           | 30. Dez. 1935 | King          | 6. Okt. 1936  |
|  | Gerry McGeer                 | Liberale                | Vancouver-Burrard          | 9. Juni 1945  | King          | 11. Aug. 1947 |
|  | Thomas Robert McInnes        | Unabhängig              | Ashcroft                   | 24. Dez. 1881 | Macdonald     | 18. Nov. 1897 |
|  | Stanley McKeen               | Liberale                | Vancouver                  | 27. Jan. 1947 | King          | 1. Dez. 1966  |
|  | Alexander Duncan McRae       | Konservative            | Vancouver                  | 4. Dez. 1931  | Bennett       | 26. Sep. 1946 |
|  | Hugh Nelson                  | Liberal- Konservative   | Barkerville                | 12. Dez. 1879 | Macdonald     | 1. März 1887  |
|  | Richard Neufeld              | Konservative            | Charlie Lake               | 2. Jan. 2009  | Harper        | 6. Nov. 2019  |
|  | John Lang Nichol             | Liberale                | Lion’s Gate                | 24. Feb. 1966 | Pearson       | 19. Apr. 1973 |
|  | Raymond Perrault             | Liberale                | North Shore-Burnaby        | 5. Okt. 1973  | P. Trudeau    | 6. Feb. 2001  |
|  | Albert Planta                | Konservative            | Nanaimo                    | 26. Juni 1917 | Borden        | 11. Dez. 1935 |
|  | James Reid                   | Liberal- Konservative   | Cariboo                    | 8. Okt. 1888  | Macdonald     | 3. Mai 1904   |
|  | Thomas Reid                  | Liberale                | New Westminster            | 7. Sep. 1949  | Saint-Laurent | 14. Okt. 1967 |
|  | George Riley                 | Liberale                | Victoria                   | 22. März 1906 | Laurier       | 19. Jan. 1916 |
|  | Lytton Shatford              | Konservative            | Vancouver                  | 26. Juni 1917 | Borden        | 8. Nov. 1920  |
|  | Sydney John Smith            | Liberale                | Kamloops                   | 3. Jan. 1957  | Saint-Laurent | 31. Dez. 1968 |
|  | Gerry St. Germain            | Konservative            | Langley-Pemberton-Whistler | 23. Juni 1993 | Mulroney      | 6. Nov. 2012  |
|  | James David Taylor           | Konservative            | New Westminster            | 23. Okt. 1917 | Borden        | 11. Mai 1941  |
|  | William Templeman            | Liberale                | New Westminster            | 18. Nov. 1897 | Laurier       | 16. Feb. 1906 |
|  | James Gray Turgeon           | Liberale                | Cariboo                    | 27. Jan. 1947 | King          | 14. Feb. 1964 |
|  | George Van Roggen            | Liberale                | Vancouver-Point Grey       | 4. Nov. 1971  | P. Trudeau    | 8. Juni 1992  |
|  | Guy Williams                 | Liberale                | Richmond                   | 9. Dez. 1970  | P. Trudeau    | 7. Okt. 1982  |

## Regionale Senatoren der westlichen Provinzen
Die nachfolgenden Senatoren wurden gemäß Artikel 26 der Verfassung zu zusätzlichen Vertretern der westlichen Provinzen ernannt. Diese Regelung kam bisher nur einmal zur Anwendung.
|  | Name          | Partei                  | Division           | Ernennung am  | Vorschlag von | Mandatsende   |
|  | ------------- | ----------------------- | ------------------ | ------------- | ------------- | ------------- |
|  | Eric Berntson | Progressiv-Konservative | Saskatchewan       | 27. Sep. 1990 | Mulroney      | 27. Feb. 2001 |
|  | Janis Johnson | Konservative            | Winnipeg-Interlake | 27. Sep. 1990 | Mulroney      | 27. Sep. 2016 |